# WASP-65
WASP-65 — звезда, которая находится в созвездии Рак на расстоянии приблизительно 1011 световых лет от нас. Вокруг звезды обращается, как минимум, одна планета.

## Характеристики
WASP-65 является звездой 11,9 видимой звёздной величины, которая по своим характеристикам похоже на наше Солнце. Её масса и радиус равны 0,93 и 1,01 солнечных соответственно. Температура поверхности звезды составляет приблизительно 5600 кельвинов. Возраст звезды учёными оценивается в 8 миллиардов лет.

## Планетная система
В 2013 году группой астрономов, работающих в рамках программы SuperWASP, было объявлено об открытии планеты WASP-65 b в системе. Это газовый гигант с массой и радиусом, равными 1,55 и 1,112 юпитерианских соответственно. Планета обращается на расстоянии около 0,03 а.е. от родительской звезды, совершая оборот за двое с лишним суток. Открытие планеты было совершено транзитным методом.